# Thorpe Willoughby
Pour les articles homonymes, voir Thorpe.
Thorpe Willoughby est un village et une paroisse civile du Yorkshire du Nord, en Angleterre. Il est situé dans le sud du comté, à environ trois kilomètres à l'ouest de la ville de Selby. Au moment du recensement de 2011, il comptait 2 725 habitants.

## Toponymie
Le nom Thorpe provient du vieux norrois thorp, désignant une ferme ou un hameau isolé. Le village est attesté sous le nom de Torp dans le Domesday Book. La seconde partie du nom provient du manoir de la famille de Willeby : elle est attestée en 1276, avec une mention du village sous le nom de Thorp Wyleby.